# Nieuwe Afrikaanse Handels-Vennootschap

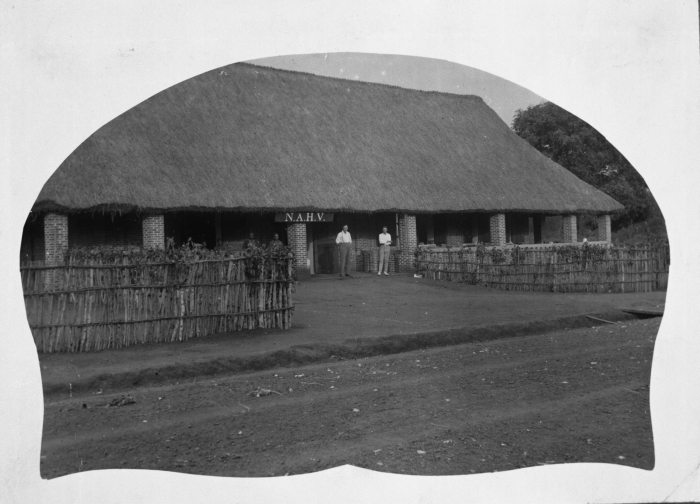
NAHV (ca 1920).

La NAHV, Nieuwe Afrikaanse Handels-Vennootschap, (en français : Nouvelle Compagnie Commerciale Africaine) est une maison de commerce colonial hollandaise fondée en 1880 à Rotterdam. Elle est la reconstitution de la AHV Afrikaanse Handels Vereening compagnie qui opéra de 1868 à 1879. La compagnie possédait une flotte de bateaux à vapeur et des entrepôts sur les deux rives du fleuve Congo. Elle disparut en 1982.